# Espada de Osmã

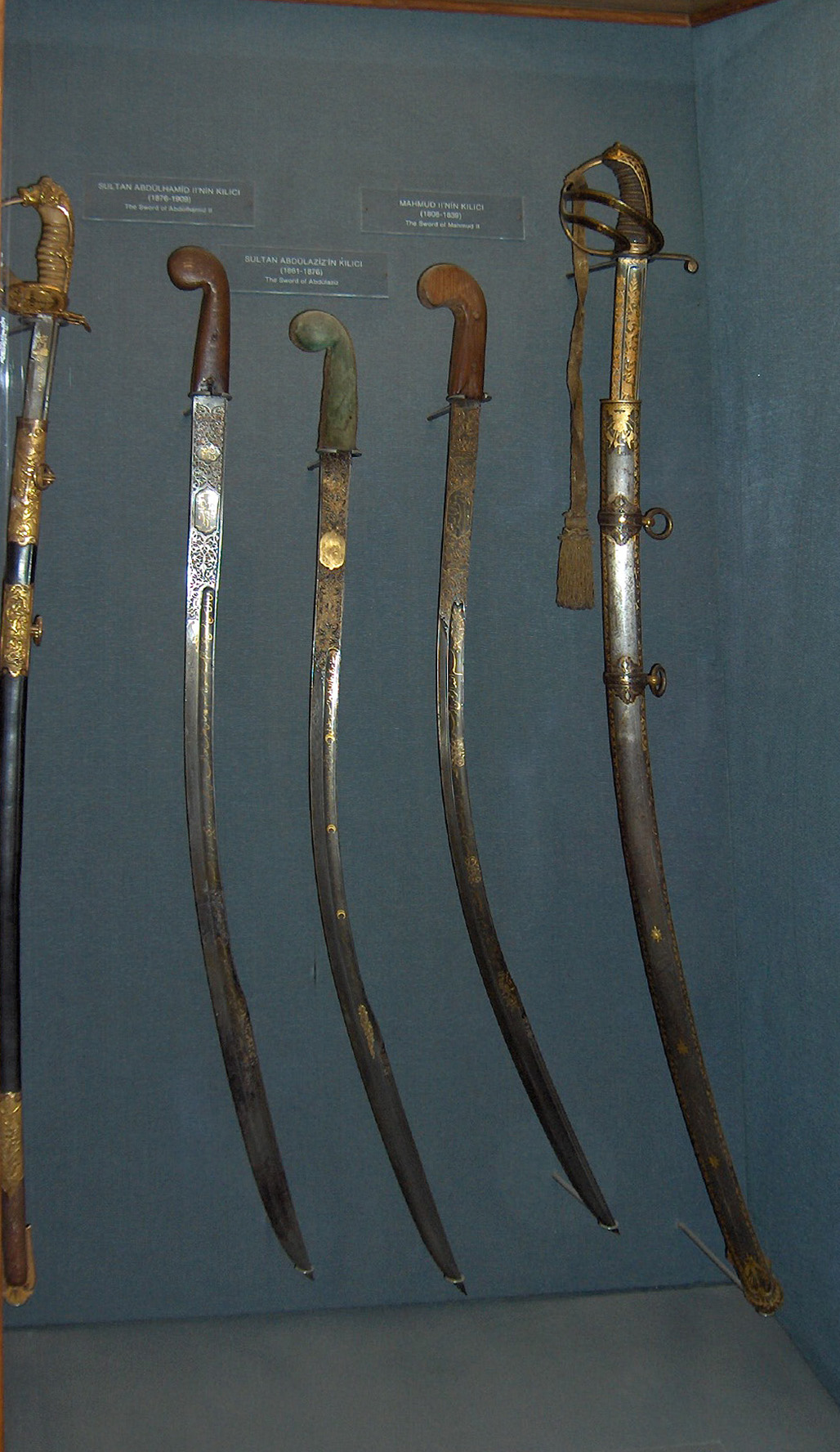
Espadas de diversos sultões otomanos, em exposição no Palácio de Topkapı

A Espada de Osmã (em turco: Taklide-Sei ou Osman Kılıcı) era um importante arma de cerimónia que era usada durante a entronização dos sultões do Império Otomano. A espada deve o seu nome a Osmã I, o fundador da dinastia otomana. A tradição começou quando Osmã foi cingido com a espada do Islão pelo seu mentor e sogro Xeique Edebali. O cingimento com a espada era uma cerimónia vital que ocorria nas duas semanas a seguir à ascensão ao trono. Tinha lugar no complexo funerário da Mesquita de Eyüp, numa encosta da margem sul do estuário do Corno de Ouro, em Istambul.
Apesar da distância entre o Palácio de Topkapı, onde residia o sultão, e Eyüp ser curta, o monarca embarcava com grande pompa num barco para subir o Corno de Ouro. O complexo funerário de Eyüp foi mandado construir por Maomé II, o Conquistador (r. 1432–1481) em honra de Abu Aiube Alançari, um companheiro do Profeta Maomé que teria morrido durante o primeiro cerco muçulmano de Constantinopla (r. 674–678). Assim, o cingimento da espada ocorria em terreno considerado sagrado e ligava o recém-entronizado sultão tanto aos seus antepassados do século XIII como à  pessoa do Profeta.
O facto do emblema pelo qual o sultão era entronizado ser uma espada era altamente simbólico: mostrava que o cargo de que era investido era em primeiro lugar e acima de tudo o de um guerreiro. A Espada de Osmã era cingido ao novo sultão pelo Xarife de Cónia, um dervixe Mevlevi que era chamado a Istambul para esse propósito. Esse privilégio estava reservado aos homens daquela ordem sufista desde o tempo em que Osmã I estabeleceu a sua residência em Cónia, antes da capital ser movida para Bursa e depois para Constantinopla.
Até ao final do século XIX, a entrada na Mesquita de Eyüp para assistir à cerimónia do cingimento da espada estava vedada a não muçulmanos. O primeiro a quebrar esta tradição foi Maomé V (r. 1909–1918), cuja cerimónia foi aberta a pessoas de vários credos religiosos. Ocorrida a 10 de maio de 1909, a ela assistiram representantes de todas as comunidades religiosas do império, nomeadamente o patriarca grego, o hahambaşı (o rabino que liderava espiritualmente a comunidade judaica) e um representante a Igreja Arménia. O facto de ter sido autorizado que não muçulmanos vissem a cerimónia possibilitou que o The New York Times publicasse uma descrição muito pormenorizada dela, em sido admitidos. O irmão e sucessor de Maomé V, Mehmet VI, foi ainda mais longe, autorizando a filmagem da cerimónia. Dado ter sido o último sultão otomano reinante, a sua cerimónia do cingimento da Espada de Osmã é a única registada em filme.